# Дракон (законодател)
Вижте пояснителната страница за други значения на Дракон.
Дракон (на старогръцки: Δράκων) е първият създател на писани закони в Древна Атина, живял през 7 век пр.н.е..
Законите, останали в историята на правото и известни като Драконови закони, са записани през 621 пр.н.е. и са изключително строги. Предвиждат смъртно наказание дори и за най-малките провинения на принципа „Око за око, зъб за зъб“. Например, ако социалният статус на длъжник е по-нисък от този на неговия кредитор, той принудително става роб на лихваря си. Също – смърт на убиеца или сина му за убийство на нечий син (не важи, ако убитият е враг на полиса).
Неговите закони по-късно са преразгледани от Солон, но в частта им, отнасяща се за убийство, остават непроменени.
Строгостта на тези закони остава в съвременния език с изрази като „Драконови закони“ или „Драконови мерки“.